# 傑克·庫斯伯特
傑克·庫斯伯特（英語：Jack Cuthbert；1987年9月3日—）是一位蘇格蘭橄欖球運動員。他是蘇格蘭國家橄欖球隊的一員，代表蘇格蘭參加了2014年橄欖球六國賽的比賽。